# Atanycolus phaeostethus
Atanycolus phaeostethus är en stekelart som beskrevs av Roy D. Shenefelt 1943. Atanycolus phaeostethus ingår i släktet Atanycolus och familjen bracksteklar. Inga underarter finns listade.